# Hokej v srdci – Srdce v hokeji
Hokej v srdci – Srdce v hokeji je dvoudílný dokument České televize natočený v roce 2003. Obsahuje mnohdy unikátní záběry z mistrovství světa v ledním hokeji konaných v Československu. Dokumentární filmy jsou doplněny vzpomínkami přímých aktérů – hráčů i trenérů československého národního hokejového mužstva.
První díl „Hokej v srdci“ se zabývá šampionáty konanými v letech 1933, 1938, 1947 a 1959. Druhý díl „Srdce v hokeji“ se zabývá šampionáty konanými v letech 1972, 1978, 1985 a 1992.
V dokumentu vystupují tyto osobnosti československého ledního hokeje:
Stanislav Konopásek, Vladimír Zábrodský, Vlastimil Sýkora, Karel Gut, Rudolf Potsch, Ján Starší, Karol Fako, Jaroslav Jiřík, Josef Černý, Jaroslav Pitner, Jaroslav Holík, Jiří Holík, Jiří Holeček, František Pospíšil, Ivan Hlinka, Vladimír Martinec, Pavel Richter, Luděk Bukač, Jiří Králík, Vincent Lukáč, František Musil, Jiří Šejba, Petr Bříza, František Procházka, Petr Hrbek, Miloslav Jenšík, František Kysela.
Komentář k dokumentu čte Robert Záruba.
Verze vydaná na DVD obsahuje navíc další filmy z mistrovství konaných v letech 1947, 1959 a 1985, anglický komentář, české, anglické a německé titulky a základní biografie osobností a výsledky důležitých zápasů.